# Baritocalcita
La baritocalcita es un mineral de la clase de los minerales carbonatos y nitratos, y dentro de esta pertenece al llamado “grupo de la alstonita-baritocalcita”. Fue descubierta en 1824 en Alston Moor en el condado de Cumbria (Reino Unido), siendo nombrada así por su composición química.

## Características químicas
Es un carbonato de bario y calcio, trimorfo con la alstonita y paralstonita, minerales que tienen la misma fórmula química que la baritocalcita monoclínica, pero el primero cristaliza en el sistema triclínico y el segundo en el trigonal.

## Formación y yacimientos
Aparece como mineral secundario accesorio relativamente raro en filones metálicos atravesando rocas calizas, formada a partir de la reacción de fluidos hidrotermales con la caliza, pudiendo ser la especie dominante entre los minerales del bario. Raramente se ha encontrado también en carbonatitas.
Suele encontrarse asociado a otros minerales como: fluorita, calcita, barita, estroncianita, siderita, alstonita, benstonita, witherita, norsethita, esfalerita, pirrotina o cuarzo.